# Блайд (река)
Блайд (англ. Blyde River; (африк. Blyderivier) — река на северо-востоке ЮАР в провинциях Мпумаланга и Лимпопо. Приток Улифантс бассейна Лимпопо. Длина реки — 140 км. Течёт на север по крутым долинам и ущельям Драконовых гор, прежде чем войти в низменный Велд провинции Лимпопо. Берёт своё начало на высоте около 2000 м над уровнем моря в заповедной зоне Хартебисвлакте, к северу от перевала Длинный Том. Блайд проходит через второй по величине каньон в Африке после каньона Фиш-Ривер.

## Этимология
Блайд, означающий «радостный» или «счастливый» на африкаанс, был назван так во время Великого трека. Это произошло в 1844 году, когда Хендрик Потгитер и другие благополучно вернулись из залива Делагоа к остальной группе треккеров, которые считали их мёртвыми. Всё ещё пребывая в этом заблуждении, они назвали реку возле своего лагеря Treurrivier, или «река траур». Считается, что название Моттлаце предшествовало названию Блайд и означает «река, которая всегда полна» на диалекте сепулана северного сото.

## Описание

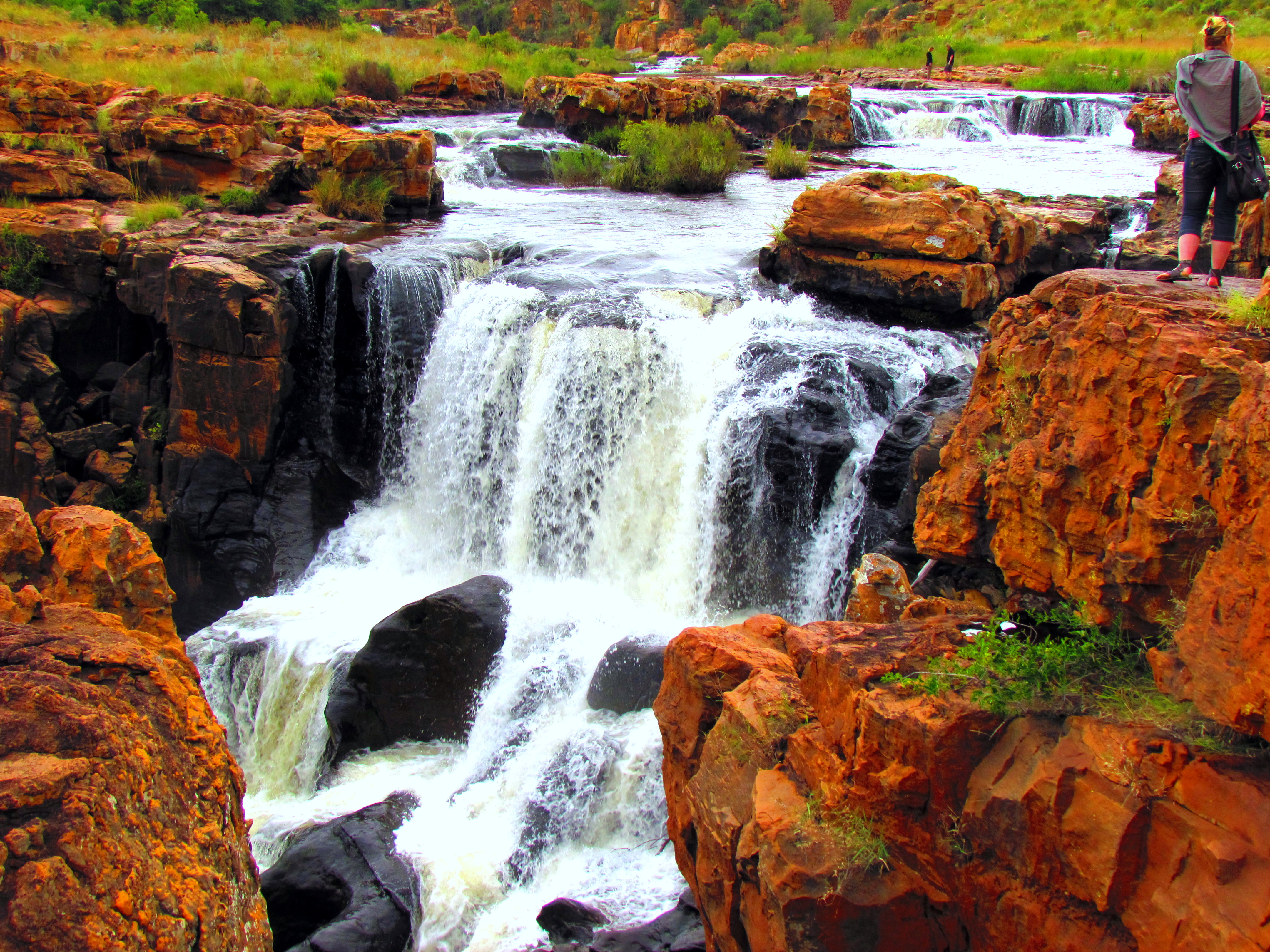
Каньон реки Блайд

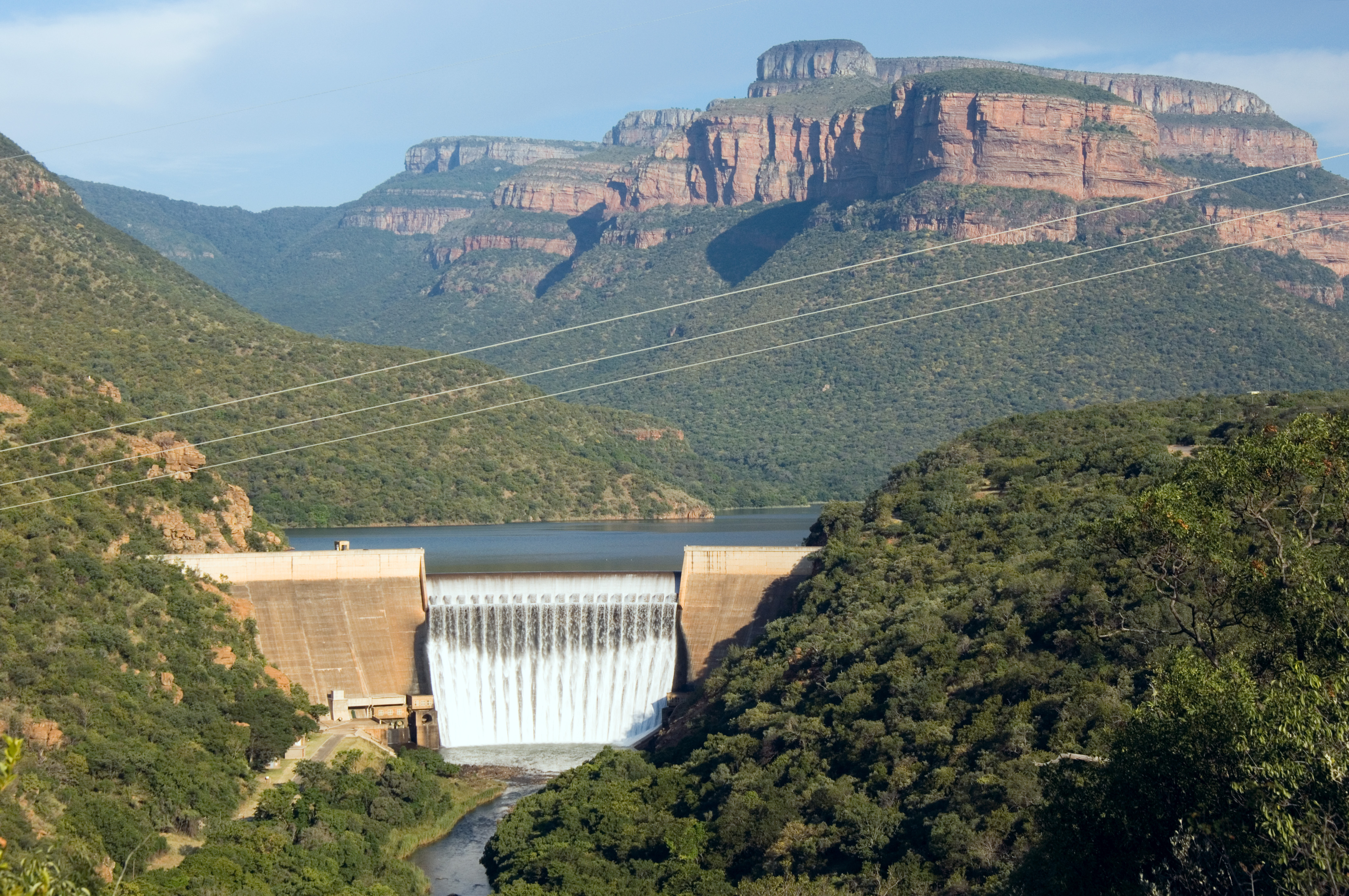
Вид на плотину Блайдеривирпорт

### Водосборный бассейн
Из общей водосборной площади реки, составляющей 2842 км², 220 км² отведены под коммерческое лесное хозяйство, а около 1399 км² — местные леса. Во второй половине 20-го века вдоль нижнего Блайда были заложены фруктовые сады и пахотные земли, в 1995 году 23 521 га было отведено под орошение. Хартебисвлакте, природный заповедник горы Шеба, природный заповедник каньона реки Блайд и заповедник Блайд-Олифантс охраняют различные его участки.

### Притоки
В природном заповеднике «Каньон реки Блайд» в реку несколько рек или ручьев. Река Треур впадает в Блайд на надолбах Буркес-Лак, в верховьях каньона. Ниже по течению в Блайд впадают ручьи Бельведер и Га-ногакголо.
Бывшая электростанция Бельведер располагалась в месте слияния Блайда и Бельведера. С 1911 по 1992 год она поставляла гидроэлектроэнергию в Пилгримс-Рест и прилегающие общины. Дневной пешеходный маршрут протяжённостью около 10 км позволяет посетителю исследовать этот район.
Река Охригстад впадает в реку Блайд у плотины Блайдеривирпорт. В низовьях река делится на несколько оросительных каналов. Сандспрут — единственный значительный приток в низовье, впадает недалеко от устья Блайда.

### Низовье реки
Реки Кляйн-Улифантс, Стилпорт и Блайд являются южными притоками реки Улифантс, которая протекает через Национальный парк Крюгера и соседние частные заповедники, в конечном итоге пересекая границу Мозамбика, где перегорожена плотиной Массингир. Среднегодовой вклад Блайда в Улифантс составляет 436 млн м³ воды, благодаря сочетанию относительно большого количества осадков и низкого испарения на водосборном участке Блайда.